# Holigarna beddomei
Holigarna beddomei är en sumakväxtart som beskrevs av Nathaniel Wallich och Joseph Dalton Hooker. Holigarna beddomei ingår i släktet Holigarna och familjen sumakväxter. Inga underarter finns listade i Catalogue of Life.